# 观音阁大石壁
观音阁大石壁原位于中国江苏省南京市玄武区孝卫街（今中山门外宁杭公路小卫街段），为明代南京佛寺观音阁仅存的遗物，发现时被砌在民居墙体中，2002年2月宁杭公路拓宽拆迁时拆出，2007年7月迁入下马坊遗址公园（原址西北方向约150米），并构新阁保护。观音阁由明成祖敕建于永乐初年，位于灵谷寺以西五里，朝阳门以东三里。石壁为青石质，最初可能被置于观音像后，高4.5米，宽5.5米，上厚0.49米，下部须弥座最厚处0.6米，重达30吨。正面上方为一排六字梵文，其下为高2.12米的高浮雕火焰纹佛像背光，上有八吉祥纹，并填以红绿彩及少许金箔。